# Hiroaki Sato
Hiroaki Sato (Prefectura de Hyogo, Japó, 5 de febrer de 1932 - 1 de gener de 1988), és un exfutbolista japonès.

## Selecció japonesa
Hiroaki Sato va disputar 15 partits amb la selecció japonesa.